# یواس‌اس شارلوتس‌ویل (پی‌اف-۲۵)
یواس‌اس شارلوتس‌ویل (پی‌اف-۲۵) (به انگلیسی: USS Charlottesville (PF-25)) یک کشتی بود که طول آن ۳۰۳ فوت ۱۱ اینچ (۹۲٫۶۳ متر) بود. این کشتی در سال ۱۹۴۳ ساخته شد.